# Рудник, Зоя Ивановна
Зоя Ивановна Рудник (род. 1948) — советская, украинская и российская певица. Солистка вокально-инструментального ансамбля «Крымские зори» (1976). Солистка Крымской филармонии. Народная артистка Украины (1999). Почётный гражданин Евпатории (2005).

## Биография
Родилась в 1948 году. Свою творческую деятельность Зоя Рудник начала в 1974 году, в Волгоградской филармонии была солисткой ансамбля «Волгоградцы», позднее стала солисткой ансамбля «Крымские зори» евпаторийского отделения Крымской государственной филармонии. Фирменным отличием коллектива была её экспрессивная манера исполнения патриотических песен. Мужской вокал представлял Генрик Акопян. Она стала обладательницей приза зрителей телефестиваля «С песней по жизни» в 1977 году с композицией «Погоня» из кинофильма «Новые приключения неуловимых». Впоследствии она получила премию Крымского комсомола им. Бирюкова. Гастролировала по городам СССР и в странах социалистического лагеря — Венгрии, Чехии, ГДР и Монголии.
За время своей сольной деятельности была удостоена многих почётных званий: В 1978 году лауреат всесоюзного телевизионного конкурса «С песней по жизни», в 1979 году лауреат международного конкурса в Магдебурге (Германия). В 1986 году она была награждена орденом «Знак почёта». 19 марта 1999 года указом президента Украины ей было присвоено звание Народной артистки Украины. С 2003 года была солисткой-вокалисткой Евпаторийского отделения Крымской государственной филармонии. В 2005 году ей было присвоено звание «Почётный гражданин Евпатории». В 2010 году награждена Почётной грамотой Президиума Верховной Рады Автономной Республики Крым.
В марта 2014 Зоя Рудник возглавляла жюри Конкурса исполнителей военно-патриотической песни, посвященный 70-летию освобождения Евпатории от фашистских захватчиков.

## Семья
- Муж — Николай Семёнович Рудник (1946—2017) — советский, украинский и российский деятель культуры и искусства. Руководитель ВИА «Крымские зори». Директор Ялтинского театра им. А. П. Чехова. Заслуженный деятель искусств Украины (2006). Почётный гражданин Ялты (2015)[9].

## Дискография
- Всесоюзный телевизионный конкурс молодых исполнителей «С песней по жизни», фирма Мелодия Г62-06189-90, Всесоюзная студия грамзаписи, 1977